# داستان جلال
«داستان جلال» (بنگالی: জালালের গল্প) فیلمی بنگلادشی در سبک درام است که در سال ۲۰۱۴ منتشر شد.